# جنگل‌های خشک حاره‌ای ماریانا
جنگل‌های خشک حاره‌ای ماریانا (انگلیسی: Marianas tropical dry forests) بوم‌ناحیه‌ای از نوع جنگل‌های پهن‌برگ خشک حاره‌ای و جنب‌حاره‌ای در جزایر ماریانا در غرب اقیانوس آرام است.

## اقلیم
اقلیم جزایر ماریانا از نوع حاره‌ای است. دما از فصلی به فصل دیگر کمی متفاوت و میانگین دمای ماهانه بین ۲۴ تا ۲۷ درجه سانتیگراد متغیر است. میانگین بارندگی سالانه ۲۰۰۰ و ۲۵۰۰ میلی‌متر است و به شدت فصلی (با فصل مرطوب از ژوئیه تا اکتبر) است. بادهای تجارتی شرقی نسبتاً ثابت و همراه با نفوذ گاه به گاه ضعیف بادهای موسمی غربی در طول ماه‌های تابستان هستند.